# Ledvinové kameny
Ledvinové kameny (též močové kameny) (ureterolitiáza) jsou kameny vznikající v močovodech. Jedná se o pevné kameny (krystalické shluky) vznikající v ledvinách z minerálů rozpuštěných v moči. Nefrolitiáza (z řeckého νεφρός (nephros, „ledvina“) a λιθoς (lithos, „kámen“)) je označení pro přítomnost ledvinových kamenů. Urolitiáza neboli obstrukční uropatie označuje přítomnost kamenů ve vylučovací soustavě (která zahrnuje i ledviny), které mohou sestoupit do močového měchýře. Ureterolitiáza označuje přítomnost kamenu v močovodu, který spojuje ledviny a močový měchýř.
Ledvinové kameny typicky opouští tělo s močí a mnoho kamenů nevyvolá žádné symptomy. Jestliže se kameny zvětší na velikost 2–3 mm před močovým měchýřem, mohou způsobit zácpu močovodu, která způsobuje zvětšování nebo natahování vyšší části močovodu a ledvinové pánvičky (část ledviny, ve které se shromažďuje moč před vstupem do močovodu) a křeče močovodu, který se snaží kamenem pohnout. Toto vede k bolesti, většinou pociťované v boku, podbřišku a tříslu; tento stav se nazývá renální kolika. Renální kolika může být spojena s nevolností a zvracením. V moči se může kvůli poškození výstelky vylučovací soustavy vyskytovat krev viditelná buď pouhým okem nebo pod mikroskopem (makroskopická nebo mikroskopická hematurie).
Existuje několik typů ledvinových kamenů v závislosti na typu krystalů, ze kterých se skládají. Většina kamenů je složena ze šťavelanu vápenatého, dále z fosforečnanu vápenatého, vzácněji se objevují struvitové kameny vytvářené bakteriemi štěpícími močovinu u lidí s infekcemi vylučovacího traktu. Lidé s určitými metabolickými zvláštnostmi mohou vytvářet kameny z kyseliny močové nebo cystinu.
Diagnóza ledvinových kamenů může být potvrzena radiologickým vyšetřením nebo ultrazvukem; často se také provádí odběry moči a krve. Když kámen nezpůsobuje žádné symptomy, je možné čekat a sledovat stav pacienta. V jiných případech je potřeba nejdříve zabránit bolesti, použitím například nesteroidních léků proti zánětům nebo opioidů. Pomocí zvukových vln mohou některé kameny být roztříštěny do menších fragmentů; toto se nazývá mimotělní litotripse. Případný zákrok může být proveden pomocí trubičky vložené do močové trubice, měchýře a močovodu (ureteroskopie) nebo chirurgicky ze strany ledviny. Někdy může být v močovodu ponechána trubice (tzv. stent), aby se zabránilo návratu bolestí. Obvykle se doporučuje prevence ve formě pití dostatečného množství vody a mléka, ačkoliv efekt zásahu do diety nebyl prozkoumán.

## Symptomy
Symptomy močových kamenů zahrnují:

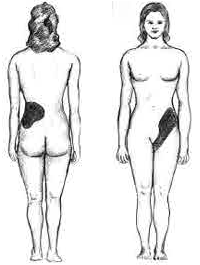
Místa bolesti při ledvinových kamenech

- Bolest podbřišku nebo třísel, obvykle popisovaná jako „nejhorší bolest [...] v životě“. Může se vyskytovat také v nižší části zad.[3]
- Nausea/zvracení: embryologické spojení se střevem – stimuluje centrum zvracení.
- Hematurie: krev v moči, obvykle kvůli menšímu poškození vnitřní stěny ledviny, močového měchýře nebo močovodu.
- Pyurie: hnis v moči.
- Dysurie: bolesti při močení při vylučování kamenů (vzácně). Typičtější při infekci.
- Oligurie: snížený objem moči způsobený obstrukcí močového měchýře nebo močovodu kamenem, nebo vzácně obou močovodů.
- Postrenální azotemie: zablokování proudu moči přes močovod.[4]
- Hydronefróza:[5] zvětšení a natažení ledvinové pánvičky a kalichů.

## Příčiny
Ledvinové kameny nebo krystaly šťavelanu vápenatého v ledvině mohou vznikat kvůli primárním metabolickým poruchám, jako renální tubulární acidóza, Dentova nemoc, hyperparathyroidismus, primární hyperoxalurie a medulární houbovitá ledvina. Ledvinové kameny jsou také častější u pacientů s Crohnovou nemocí. Pacienti s opakovaným výskytem ledvinových kamenů by měli být testováni pro přítomnost těchto nemocí. Toto se obvykle provádí 24hodinovým sběrem moči, která je chemicky analyzována pro nedostatky a nadbytky, které provází vznik ledvinových kamenů.
Byly předloženy důkazy, že fluorizace vody může zvýšit riziko vzniku ledvinových kamenů. V jedné studii byli pacienti se symptomy přílišného hromadění fluoru 4,6x ohroženější výskytem ledvinových kamenů.
Článek z časopisu Archives of Internal Medicine z roku 1998 zkoumal zdroje častého názoru v lékařské komunitě, že vitamin C může způsobovat ledvinové kameny, a zjistil, že se zakládá na kruhových referencích, a nakonec připsal tento názor obecnějšímu skepticismu ohledně efektivity podávání vitaminových doplňků. Pozdější výzkum naznačil možné kauzální spojení, ale nepotvrdil je.
Americká urologická asociace předpověděla, že zvyšování globální teploty povede k budoucímu většímu výskytu ledvinových kamenů. Astronauti vykazují větší riziko rozvoje ledvinových kamenů při nebo po dlouhých kosmických letech.

### Kameny ze šťavelanu vápenatého
Nejobvyklejší (asi 80 %) typ ledvinových kamenů se skládá z krystalů šťavelanu vápenatého; faktory, které zvyšují přítomnost těchto krystalů v moči, korelují s výskytem tohoto typu kamenů.
Selský rozum dlouho držel předpoklad, že požívání příliš mnoho vápníku by mohlo způsobovat rozvoj vápenatých ledvinových kamenů, ale současné důkazy naznačují, že dieta s nízkým obsahem vápníku naopak zvyšuje riziko výskytu ledvinových kamenů. Toto pravděpodobně souvisí s rolí vápníku v navazování přijaté kyseliny šťavelové v trávicí soustavě. Jak se snižuje množství přijatého vápníku, zvyšuje se množství kyseliny šťavelové absorbující se do krve; tato kyselina šťavelová se pak vylučuje ve větším množství do moči přes ledviny. Kyselina šťavelová podporuje srážení krystalů šťavelanu vápenatého asi 15x více než vápník.

### Kyselina močová
Asi 5–10 % všech kamenů vzniká z kyseliny močové.
Kameny z kyseliny močové se formují s podporou stavů, které vyvolávají hyperuricosurii s nebo bez vysokých úrovní kyseliny močové v krevním séru a s poruchami metabolismu, kdy je moč příliš kyselá (má nízké pH), což vyvolává srážení kyseliny močové. Diagnóza nefrolitiázy způsobené kyselinou močovou je podpořena, pokud existuje kámen, kterým prochází RTG, pokud má pacient dlouhodobě acidickou moč a pokud se v čerstvých vzorcích moči vyskytují krystaly kyseliny močové.

### Jiné typy
Ostatní typy ledvinových kamenů se skládají ze struvitu (hořčík, amoniak a fosfáty), fosforečnanu vápenatého a cystinu.
Struvitové kameny jsou také známy jako infekční nebo trifosfátové kameny. Přibližně 10 až 15 % močových kamenů jsou kameny struvitové. Vytváření struvitových kamenů je spojeno s přítomností bakterií štěpících močovinu, nejčastěji Proteus mirabilis (ale také druhy Klebsiella, Serratia nebo Providencia). Tyto organismy jsou schopné štěpit močovinu na amoniak, čímž snižují kyselost moči, což vede na podmínky vhodné k tvorbě struvitových kamenů. Struvitové kameny jsou vždy spojeny s infekcí vylučovací soustavy.
Formace kamenů z fosforečnanu vápenatého je spojena s nemocemi jako hyperparathyroidismus a renalální tubulární acidóza.
Tvorba cystinových kamenů je spojena pouze s pacienty postiženými cystinurií, kterým se hromadí v moči cystin. Cystinurie může být způsobena Fanconiho syndromem.
Urolithiáza se také může rozvinout v důsledku užívání léků, kdy se krystaly léku formují v moči; léky dnes spojované s ledvinovými kameny jsou například Indinavir, Sulfadiazin nebo Triamteren.[zdroj?]

## Diagnóza
Klinická diagnóza se obvykle provádí na základě umístění a vážnosti bolesti, která se typicky projevuje jako kolika (přichází a odchází ve vlnách). Pokud kámen zablokuje ledvinu, může dojít i k bolesti zad.
Pro potvrzení diagnózy se použijí zobrazovací techniky a k určení případné příčiny a následků přítomnosti kamenu se mohou provést další testy.

### RTG
Relativně hustý vápník způsobuje, že kameny jsou neprůchozí pro rentgenové záření, a tedy mohou být zjištěny obvyklým RTG břicha, který zahrnuje ledviny, močovody a měchýř. Toto může následovat intravenózní pyelogram, který zahrnuje injekci asi 50 ml speciální kontrastní látky do krevního oběhu. Tato látka je následně vyloučena ledvinami a její hustota určená opakovaným RTG pomáhá zjistit hranice kamenu. Může se také použít retrográdní pyelogram, kdy se podobná látka vstříkne přímo do močového měchýře. Bývá prováděn chirurgem, většinou urologem.
Asi 10 % kamenů neobsahuje dost vápníku, aby byly viditelné na běžném RTG.

### Výpočetní tomografie
Výpočetní tomografie bez kontrastu je považována za nejlepší diagnostický test pro detekci ledvinových kamenů. Všechny kameny kromě velmi vzácných, které vznikají ze zbytků určitých léků v moči, jsou detekovatelné CT. Je-li test pozitivní, doporučuje se jeden běžný rentgen břicha, který pomáhá lépe stanovit přesnou velikost a tvar kamenu, stejně jako jeho chirurgickou orientaci. Pomocí dalších rentgenů je také možné jednoduše zjišťovat další pohyby kamene.
Zápory CT skenů jsou vystavení radiaci a cena.

### Ultrazvuk
Ultrazvukové zobrazení dovede ukázat detaily hydronefrózy (zánětu ledviny, což nasvědčuje, že kámen blokuje výtok moči). Může se také používat na zjištění kamenů při těhotenství, kdy se nedoporučuje CT ani RTG. Na ultrazvukovém vyšetření se mohou objevit kameny průhledné pro paprsky X, avšak ty jsou obvykle také vidět na CT skenu.
Někteří doporučují ultrazvuk jako primární diagnostickou techniku a rezervují CT pro případy s negativním výsledkem ultrazvuku a s důvodným podezřením na výskyt kamenu pro nižší cenu a nevystavení radiaci.

### Jiné
Jiné obvyklé diagnostické techniky zahrnují:
- Mikroskopické vyšetření moči, na kterém se mohou objevit proteiny, červené krvinky, bakterie, tělní buňky a krystaly.
- Kulturu vzorku moči k vyloučení infekce močových cest (buď jako důvod pacientovy bolesti, nebo sekundární k přítomnosti kamene)
- Testy krve: v krevním obrazu se sleduje množství bílých krvinek (neutrofilie) (zvýšené by mohlo naznačovat infekci), hladina vápníku a provádí se zkouška funkčnosti ledvin.
- 24hodinový sběr moči k určení celkového denního objemu a množství hořčíku, sodíku, kyseliny močové, vápníku, kyseliny citronové, šťavelanů a fosfátů.
- Domácí chytání kamenů, které prošly vylučovacím ústrojím, pro další prozkoumání a vyhodnocení lékařem.[23][24]

### Galerie

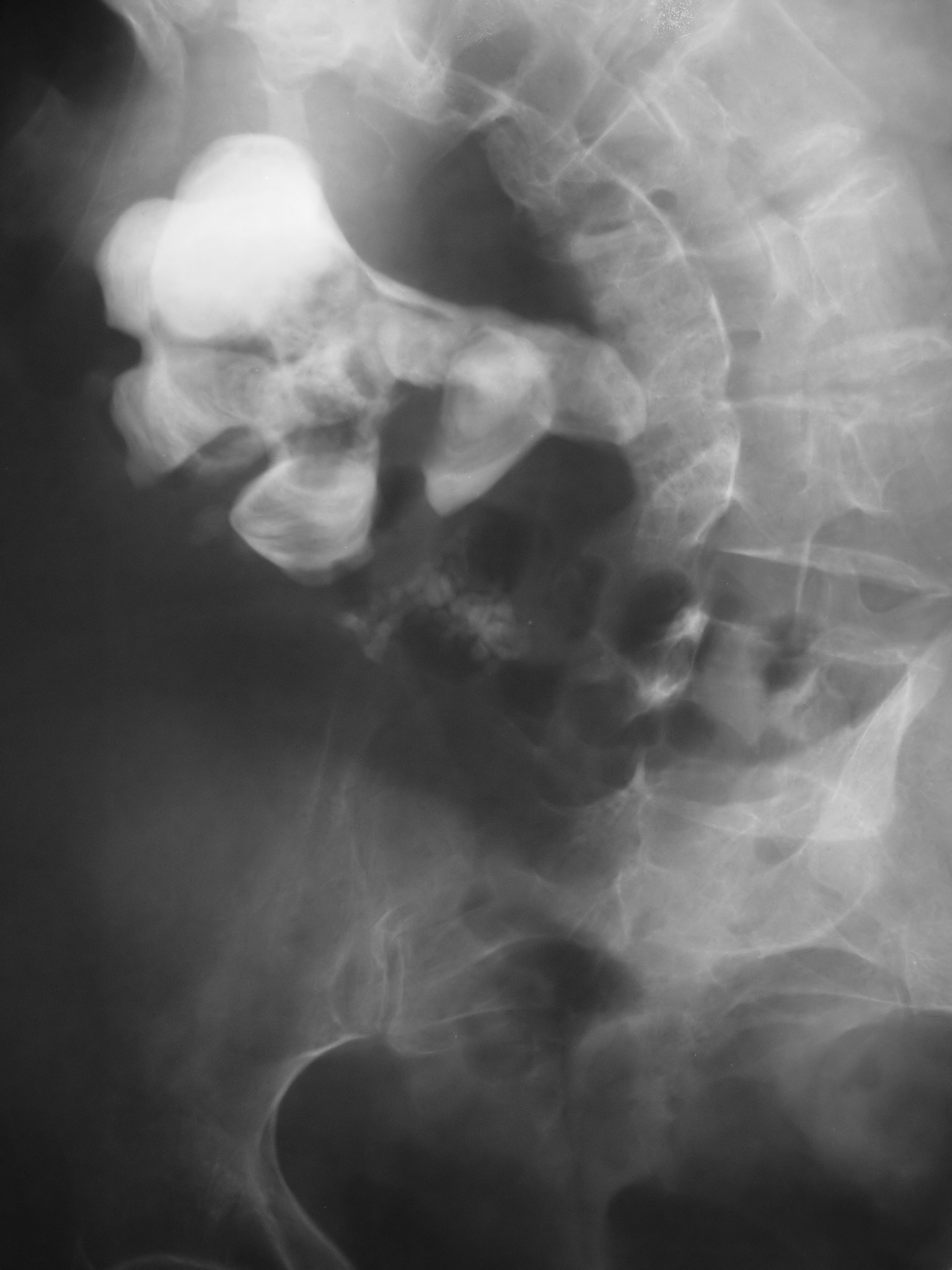
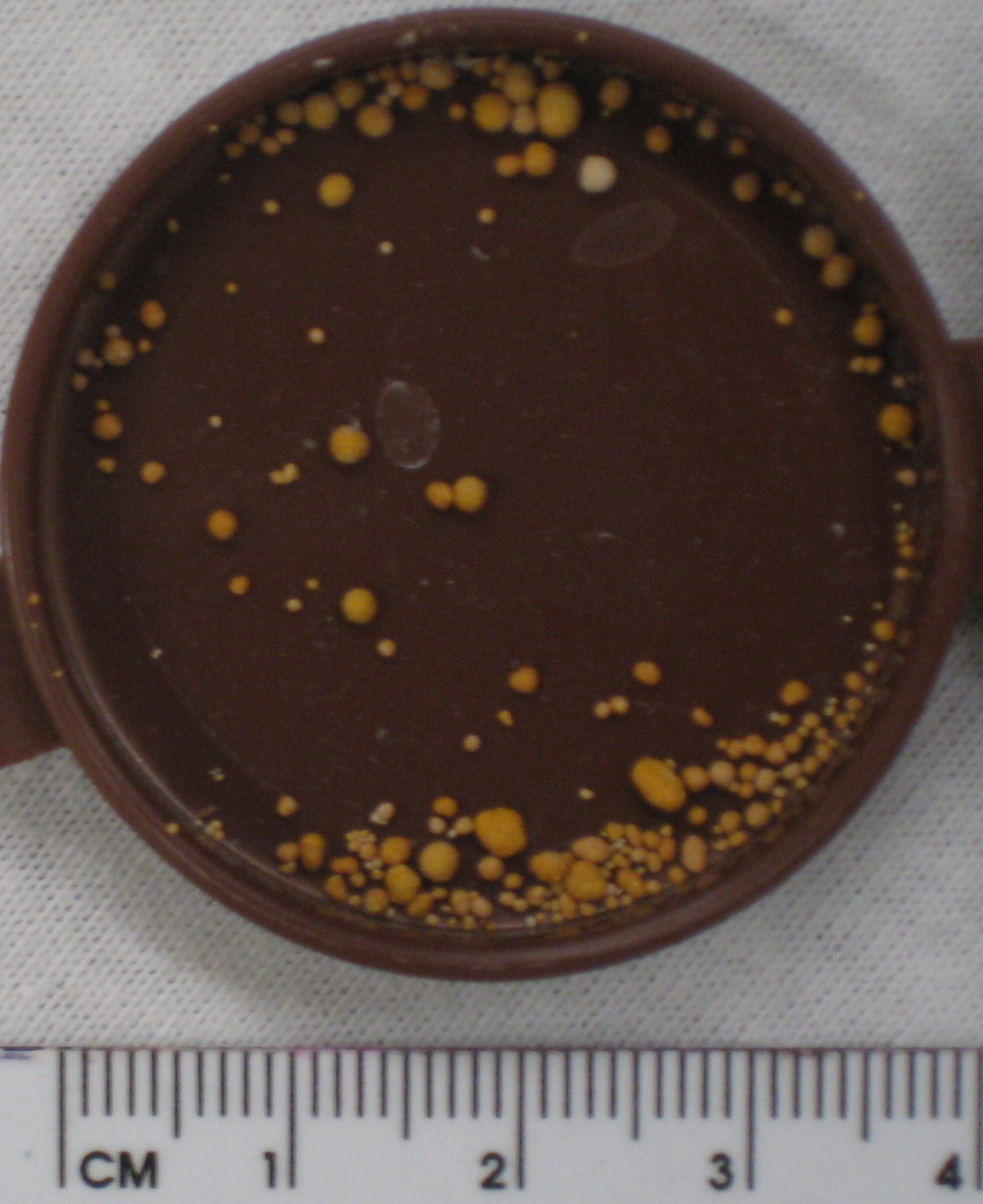
Několik ledvinových kamenů složených z kyseliny močové a malého množství šťavelanu vápenatého
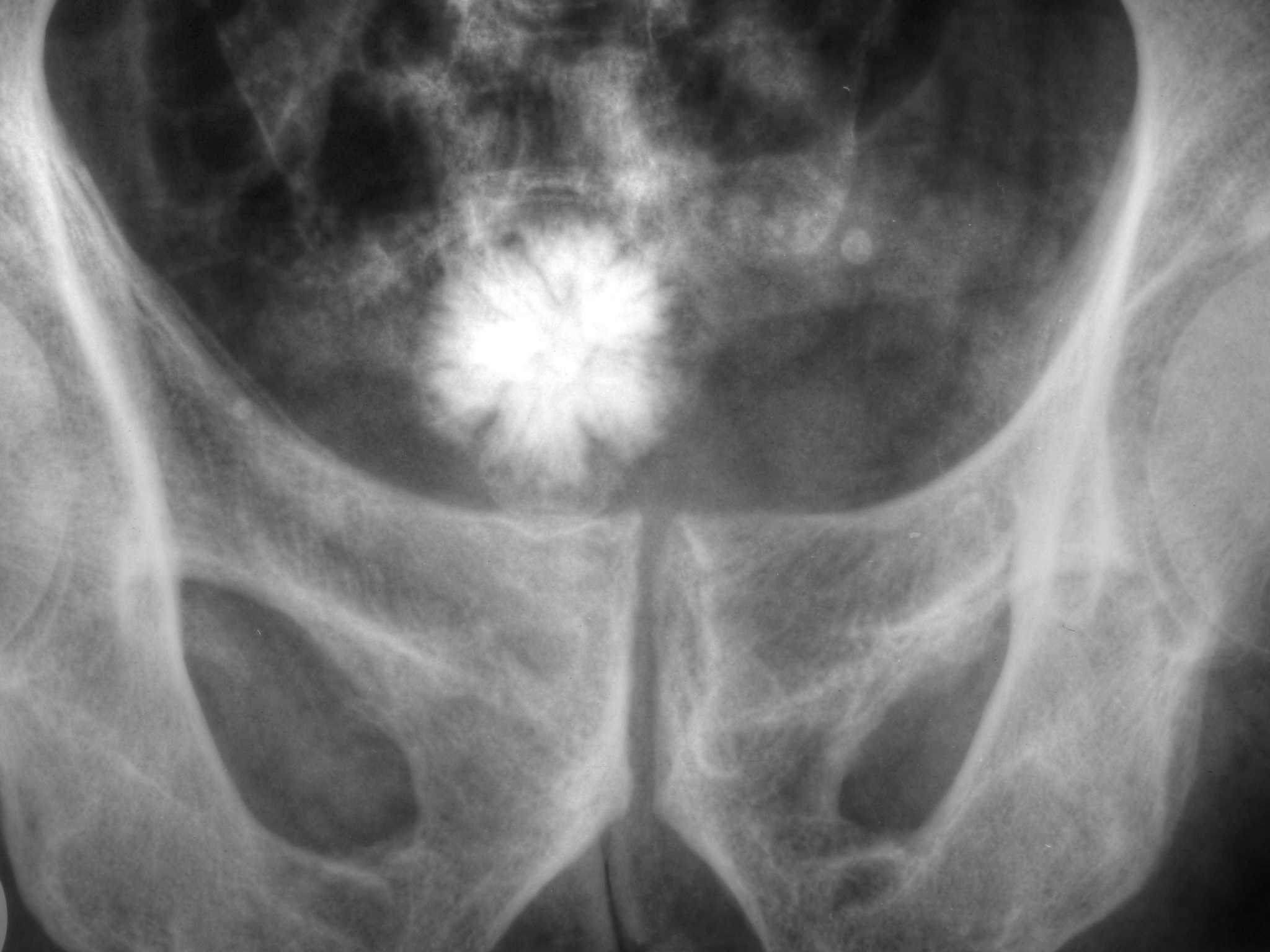
Hvězdovitě tvarovaný kámen v měchýři na RTG pánve.
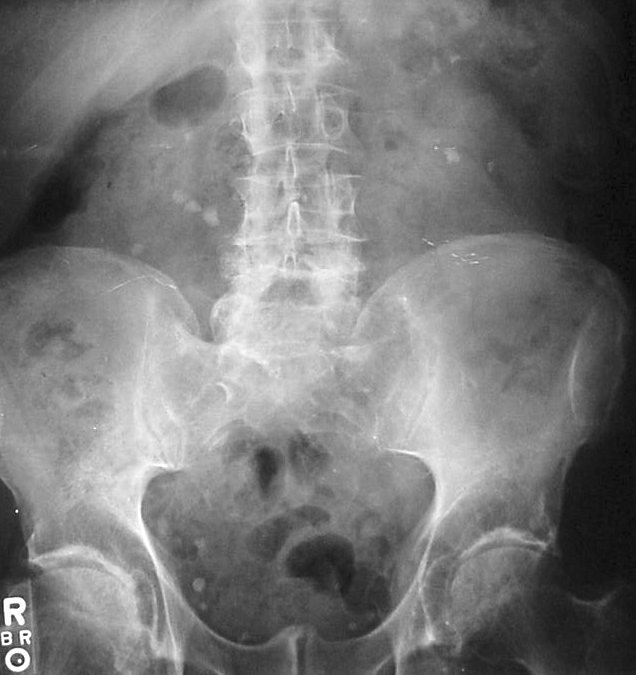
Oboustranné ledvinové kameny na RTG snímku.
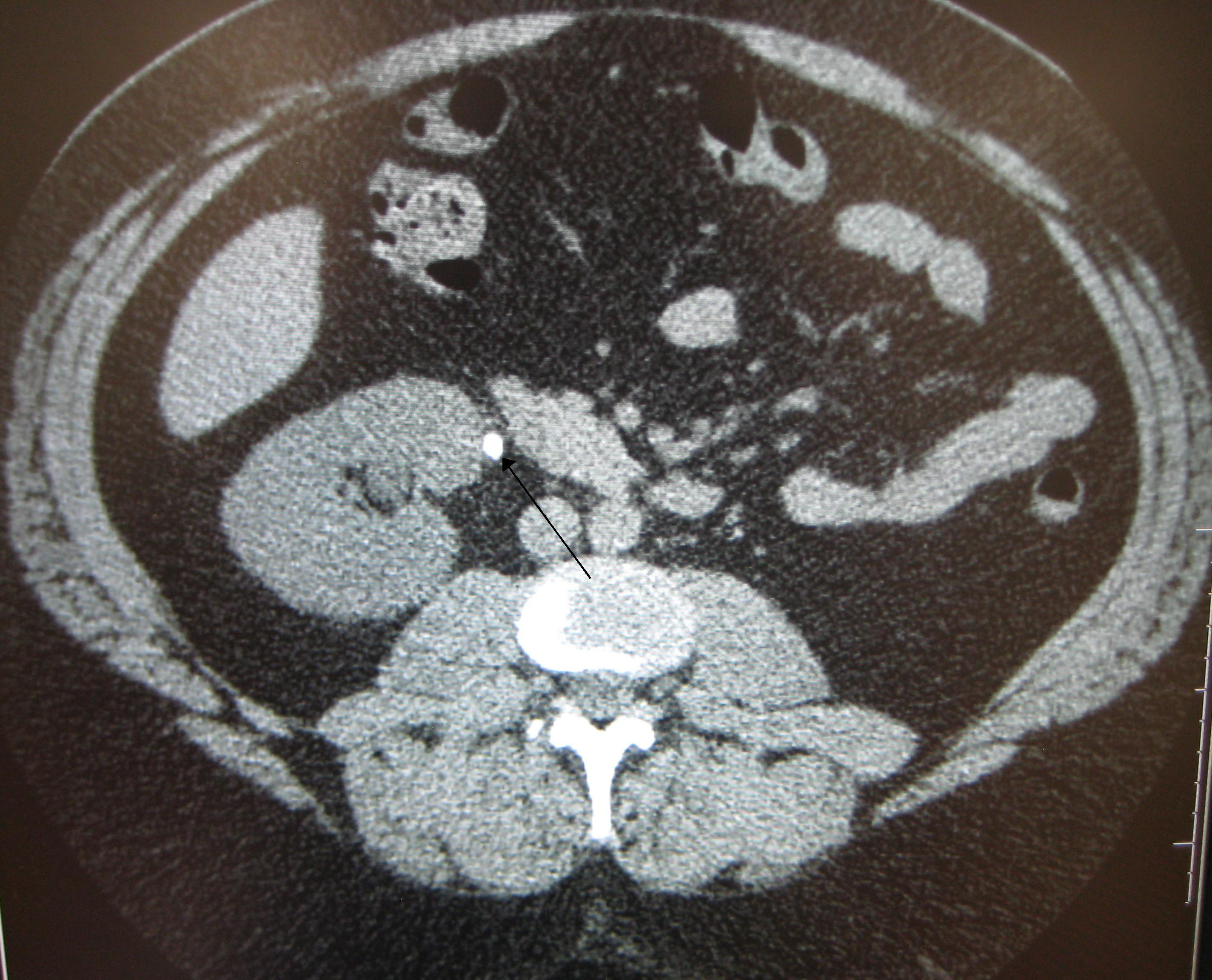
CT břicha bez kontrastní látky zobrazující pravý proximální močový kámen způsobující obstrukci a hydronefrozitu.
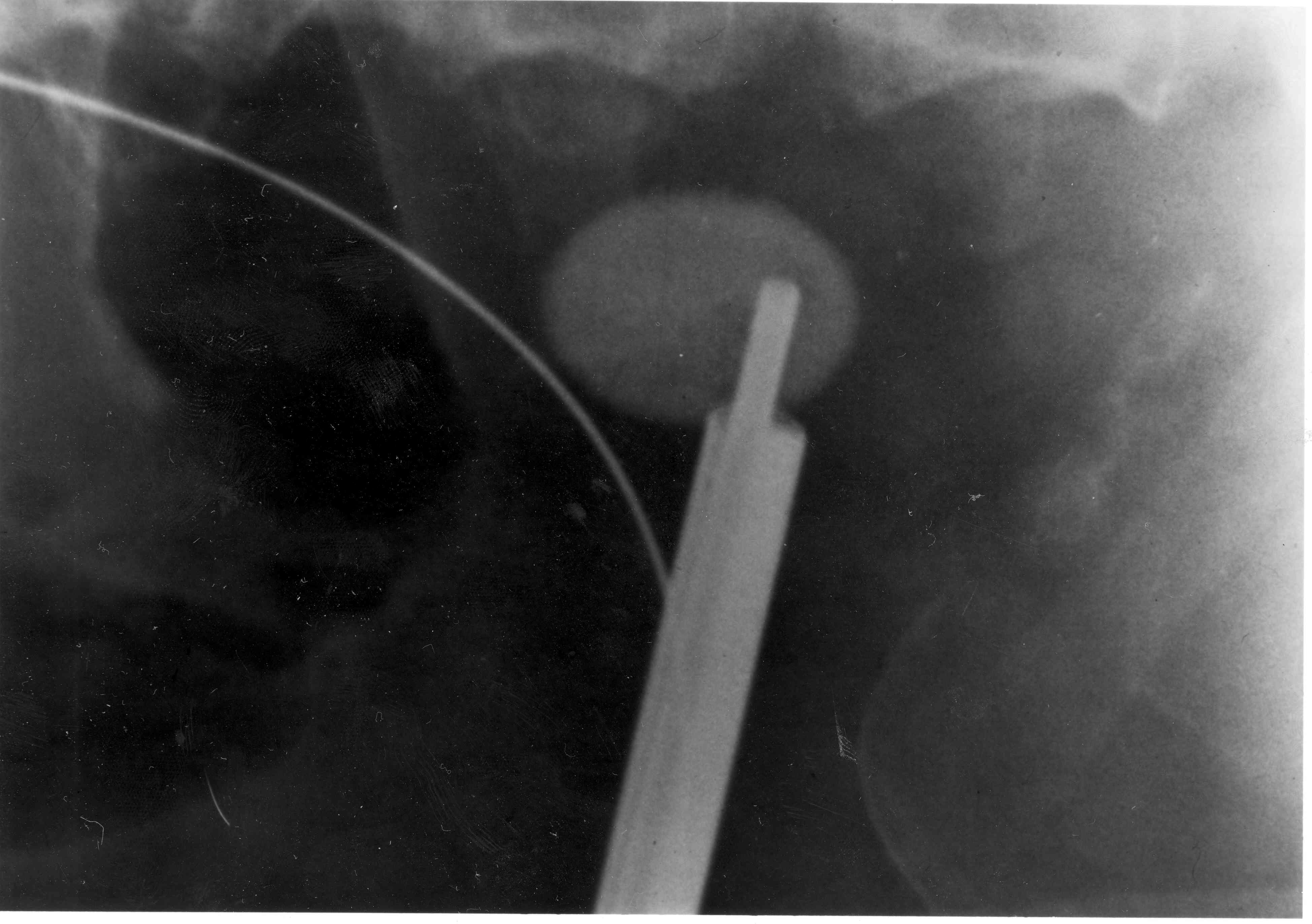
Ledvinový kámen na špičce ultrazvukového nástroje.
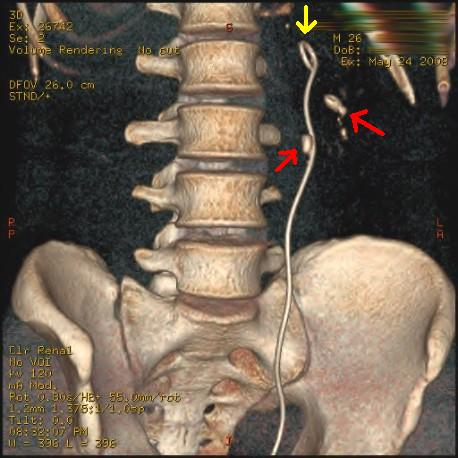
Rekonstruovaný 3D obraz z CT ureterálního stentu v levé ledvině (zvýrazněno žlutou šipkou). Jeden ledvinový kámen se nachází v močovodu (nižší červená šipka) a jeden v ledvině (vyšší červená šipka).

## Prevence
Prevence ledvinových kamenů zahrnuje změny výživy, někdy doplněné léky, s cílem snížit vylučovací zátěž ledvin:
- Pití dostatečného množství vody k vytvoření 2–2,5 litru moči denně.
- Dieta s nízkým obsahem proteinů, dusíku a sodíku.[zdroj?]
- Omezení jídel bohatých na šťavelany, jako je čokoláda, ořechy, soja[26], rebarbora a špenát,[27], plus držení přijatelného příjmu vápníku. Existují nejisté důkazy, že doplňky stravy s obsahem vápníku zvyšují risk rozvoje ledvinových kamenů, přestože citrát vápenatý zřejmě nese nejnižší, jestli vůbec nějaké riziko.
- Příjem thiazidů, citrátu draselného, citrátu hořečnatého a allopurinolu v závislosti na příčině vzniku kamenů.
- Některé džusy, jako pomerančový, černorybízový nebo brusinkový, mohou snižovat riziko vzniku určitých typů kamenů. Pomerančový džus může zabraňovat vzniku kamenů ze šťavelanu vápenatého, černorybízový působí jako prevence proti kamenům vznikajícím z kyseliny močové a brusinkový proti kamenům souvisejícím s urologickou infekcí.[28][29]
- Snížení příjmu kávy a jiných nápojů bohatých na kofein.[30][31]
- Vyvarovávání se pití coly.[32][33]
- Vyhýbání se velkým dávkám vitaminu C.[34]
- Na indickém subkontinentu existuje populární neověřená teorie, že by se neměl vařit špenát společně s rajčaty, protože špenát je bohatý na vápník a šťavelany a reaguje s chemikáliemi v rajčatech, čímž způsobuje usazeniny u lidí náchylných na vznik ledvinových kamenů.[zdroj?]

Pacientům, kteří se zajímají o možnosti prevence ledvinových kamenů, může posloužit 24hodinový test moči jako užitečná diagnostika.[zdroj?]

### Snižování příjmu kyseliny šťavelové
Vápník hraje životně důležitou roli v tělní chemii, proto může být nezdravé snižovat jeho příjem. Protože vápník se v zažívacím traktu napojuje na volnou kyselinu šťavelovou, čímž zabraňuje jejímu vstupu do krevního oběhu, doporučují někteří nefrologové a urologové žvýkání vápníkových tablet při jídlech obsahujících kyselinu šťavelovou. Jistější přístup však je snížení příjmu jídel obsahujících velké množství kyseliny šťavelové. Toto pomáhá pouze pacientům, kteří absorbují přebytečný oxalát, což je menšina, protože většina oxalátu přítomného v moči ve skutečnosti vzniká v játrech.[zdroj?]

### Diuretika
Přestože se tvrdí, že diuretické efekty alkoholu mohou způsobit dehydrataci, které se musí lidé trpící ledvinovými kameny vyvarovat, neexistují žádná průkazná data ukazující jakýkoliv vliv alkoholu na vznik ledvinových kamenů. Někteří však tvrdí, že pravidelní a těžcí pijáci alkoholu vytváří situace, které vedou k dehydrataci: kocovina, málo spánku a stres. Podle tohoto pohledu tedy alkohol samotný nezpůsobuje ledvinové kameny, ale chování uživatele k jejich vzniku vytváří podmínky.
Jedna z uznávaných možností prevence kamenů jsou thiazidy, což je třída léků původně zamýšlena pro použití jako diuretika. Tyto léky zabraňují vzniku vápenatých kamenů vlastností nezávislou na diuretických efektech – snižují vylučování vápníku močí. Jejich použití jako diuretikum však nevylučuje jejich efektivitu v prevenci kamenů. Pro klinický efekt thiazidů je nutné omezení příjmu sodíku, protože nadbytek sodíku způsobuje vylučování vápníku. Thiazidy nejlépe fungují v případě, kdy vysoká úroveň vápníku vzniká následkem defektu ledvin. Prvotně fungují dobře také v případě absorbtivní hypercalciurie – stavu, kdy vysoká úroveň vápníku v moči vzniká následkem přílišné jeho absorpce v trávicím traktu. Okolo 2 let po zahájení léčby pak ztrácejí efektivitu a pro její obnovení je potřeba přerušit léčbu. Thiazidy způsobují hypokalemii a sníženou úroveň kyseliny citronové v moči, proto by se měly podávat doplňky obojího.

## Léčba

### Konzervativní
Asi 85 % kamenů vyjde v těla spontánně, většinou do 72 hodin pro objevení příznaků, ale 99 % kamenů větších než 6 mm vyžaduje lékařský zákrok. Existují různé způsoby jak pomoci vyloučení kamene. Jedná se například o zvýšenou hydraci, podávání léků proti infekci a snižování bolesti a diuretik pro povzbuzení toku moči a pro prevenci vytváření dalších kamenů. Je potřeba se vyvarovat jedení určitých jídel, jako například karamboly, jejíž vysoká koncentrace oxalátu může uspíšit akutní selhání ledvin u pacientů s chronickým onemocněním.
Ve většině případů je asymtomickým, menším kamenům dán čas čtyř týdnů k pohybu nebo vyloučení z těla než se zvažuje chirurgický zákrok, protože se ukázalo, že delší čekání zvyšuje pravděpodobnost dalších komplikací. Okamžitá chirurgie může být v určitých situacích nutná, jako například u lidí s jednou funkční ledvinou, kameny ucpávajícími obě strany vylučovací soustavy, nesnesitelnou bolestí nebo zablokováním infikované ledviny, což může způsobit sepsi.
Filtrování moči dovoluje další analýzu prošlého kamene, která může pomoci ve stanovení možností prevence.

### Analgetika
Snižování bolesti často vyžaduje nitrožilní podání nesteroidních lék proti zánětu nebo, v urgentním případě, opioidů. Ústně podávané léky jsou často efektivní proti méně vážným bolestem. Paracetamol nitrožilně je také zřejmě efektivní.
Po léčbě se může bolest vrátit, pokud se kámen pohne, ale opět ucpe močové cesty v jiném místě.

### Urologická intervence
Většina kamenů nevyžaduje chirurgický zákrok a vyjdou z těla samy. Chirurgie je nutná, pokud je bolest vážná a neustupuje, v případě selhání ledvin nebo infekce. Může se také doporučit, pokud se kámen nepohne 30 dní. Vyhledání velkého kamene před jeho vstupem do močovodu umožňuje lékařům jej chirurgicky rozmělnit, než způsobí vážné potíže. Ve většině těchto případů se použije neinvazivní mimotělní nárazovovlnová litotripsie; jinak je potřeba určitý druh invazivní procedury, jako ureteroskopická fragmentace pomocí laseru, ultrazvuku nebo mechanickou silou (pneumaticky, nárazovou vlnou). Nefrolitotomie jehlou nebo vzácněji otevřená chirurgie může být nutná pro odstranění velkých nebo komplikovaných kamenů, u kterých selhávají méně invazivní zákroky.
Výzkum na Mayo Clinic v USA naznačil, že litotripsie může zvýšit další riziko diabetu a hypertenze, ale nebyl zatím dostatečně podložen pro změnu klinické praxe.
 Studie však reflektuje ranou litotripsii prováděnou staršími technologiemi, které měly velice široký úhel záběru oproti moderním přístrojům. Předpokládá se potřeba dalšího výzkumu k určení nakolik tato metoda nese stejná rizika i s dnešním vybavením.
Častější komplikace zahrnují krvácení, bolest spojenou s průchodem fragmentů kamene a selhání fragmentace kamene s potřebou dalších, případně alternativních intervencí.

## Epidemiologie
Ve Spojených státech bude ledvinový kámen diagnostikován asi 10–15 % dospělých a celková cena léčby této nemoci byla v roce 2003 2 miliardy dolarů. Kvůli zvýšenému risku dehydratace a o 50 % menšímu obsahu vápníku a o 250 % většímu obsahu kyseliny šťavelové v typické arabské dietě se prevalence na Středním východě zvyšuje na 20–25 %. Možnost recidivy se odhaduje na 10 % ročně, celkově 50 % za periodu 5–10 let a 75 % za 20 let. Muži jsou postiženi asi 4x více než ženy. Existují nedávné důkazy o zvyšování prevalence u dětí.

## Historie
Existence ledvinových kamenů je známa od počátků civilizace a litotomie (odejmutí kamenů) je jedna z nejstarších známých operací. V roce 1901 byl v nalezen v egyptské mumii datované do roku 4800 př. n. l. ledvinový kámen. Lékařské texty z dávné Mezopotámie, Indie, Persie, Řecka a Říma mluví o nemoci způsobené kameny. Část Hippokratovy přísahy se zmiňuje o nebezpečí chirurgického odstraňování kamenů z močového měchýře. Starořímské lékařské pojednání De Medicina napsané Corneliem Celsem obsahovalo popis litotomie a sloužilo jako základ této procedury do 18. století.
Nové techniky litotomie se začaly objevovat okolo roku 1520, avšak operace stále zůstávala riskantní. Procento úmrtnosti se snížilo z okolo 24 procent na 2,4 procenta až když v roce 1878 Henry Jacob Bigelow popularizoval techniku litolapaxie. Vznikaly však stále i techniky s vysokým nebezpečím pro pacienta, obzvlášť pokud byly prováděné nezkušeným urologem. V roce 1980 firma Dornier MedTech uvedla produkt umožňující litotripsii (rozmělnění kamenů pomocí akustických pulsů); tato technika je dnes rozšířená.
Močové kameny modrého zbarvení byly pozorovány u pacientů s běžnými žlutými konkrementy během léčby v Karlových Varech na počátku 19. století. Jelikož nebyl nikdy proveden jejich chemický rozbor, složení není známo.